# Moravský voláč sedlatý
Moravský voláč sedlatý, též jen moravský voláč nebo voláč sedlatý, je plemeno holuba domácího pocházející z Hané v České republice. Je to středně velký holub, větší než podobný český stavák, s dobře vyvinutým voletem a špičatou chocholkou. Chová se pouze v sedlaté kresbě, peří na většině těla je barevné, hlava, křídla, dolní části hrudi a břicho je bílé. V Německu se šlechtění sedlatých voláčů ubíralo jiným směrem a ze sedlatého voláče zde nakonec vzniklo plemeno elstr, které se odlišuje tělesným typem a nepřítomností chocholky. Patří mezi česká národní plemena holubů a v roce 2012 byl v České republice chován v počtu 210 kusů, čímž se řadí mezi plemena ohrožená. V seznamu plemen EE a v českém vzorníku plemen náleží do plemenné skupiny voláčů a to pod číslem 0311.

## Historie
Sedlatý voláč je původem velmi staré selské plemeno. Různé typy sedlatých holubů se v Zemích Koruny České chovali od nepaměti: jednak se jednalo o rousné sedlaté voláče, kteří měli na čele barevnou kapku, dále o hladkonohé sedlaté voláče, označované jako český voláč sedlatý nestavěci, sedlaté staváky a také sedlaté voláče bez barevné kapky. František Špatný ve své knize Holubářství v Čechách z roku 1862 představuje tyto holuby pod názvem dominikán.
Oblastí vzniku moravského sedlatého voláče je především Haná. Na Moravě se sedlatý voláč choval už v polovině 19. století. Odtud se rozšířili v hojném počtu do Rakouska a Německa, zatímco už na konci 19. století začal být sedlatý voláč z Moravy vytlačován moravským pštrosem. V Německu byl sedlatý voláč chován vždy bez chocholky a to pod názvem elstr. Na začátku 20. století byl elstr znovu křížen s moravským sedlatým voláčem a dále byl zušlechťován dalšími plemeny voláčů, ještě v druhé polovině 20. století byly však obě plemena velice podobná. V chovech sedlatého voláče ale postupně převládli chocholatí holubi a od roku 1982 se plemeno šlechtěno striktně k chocholatosti. Elstr zůstal hladkohlavý a po dalším vývoji s využitím vysonohohých voláčů, jako je voláč anglický či francouzský, se dnes v typu od moravského voláče výrazně liší.
Klub moravských voláčů sedlatých a moravských bělohlávků byl založen v roce 1958.

## Popis
Je to holub střední velikosti, ale mezi středními voláči patří k těm větším, je větší než český stavák. Má vysokou a vzpřímenou postavu o celkové délce 42-44 cm Přední část postavy tvoří 2/3 z celkové délky ptáka. Typem se stále podobá starým užitkovým polním voláčům z moravského venkova. Má přiměřeně velkou, protáhle zaoblenou hlavu s širším a klenutým čelem. Zobák je středně dlouhý a široce nasazený. Má světlou barvu, ale díky silnému prokrvení je narůžovělý. Ozobí je málo vyvinuté. Oči mají vikvovou barvu a  jsou ohraničené hladkými červenými obočnicemi. Záhlaví zdobí pravidelná špičatá chocholka, kterou moravský voláč získal křížením s moravským bělohlávkem.
Krk je držený v linii těla a musí být co nejdelší, aby byl dostatek místa pro dobře vyvinuté vole. To má hruškovitý tvar, ve své dolní části je široké a mírně podvázané, nahoře dobře přitažené pod zobákem. Trup je delší a nesený pod úhlem 45°. Hruď je širší a dobře osvalená, hrudní kost je dlouhá, ale jen málo vystouplá. Křídla jsou silná, přiléhají k tělu a jejich letky se nad ocasem nekříží. Ocas je středně dlouhý a dobře složený. Nohy jsou vyšší, postoj spíše užší, ale pořád úměrný šířce hrudi ptáka. Běháky jsou vždy neopeřené a drápky světlé.
Moravský voláč se chová pouze v sedlaté kresbě. Kresba je podobná zbarvení českých staváků sedlatých, ale u moravského voláče je hlava celá bílá, bez barevné kapky. Hranice bílého zbarvení hlavy začíná pod zobákem, prochází 0,5-1 cm pod okem a poté se lehce ohýbá směrem nahoru do záhlaví. Bílá jsou též křídla, ale na horní části štítů křídel již přechází barevné pravidelné sedlo, které má srdčitý tvar. Bílá je dále dolní část hrudi, břicho a bérce ptáka. Vole, hruď, krk, hřbet i ocas s podocasním klínem jsou barevné. Barvy jsou syté, čisté a lesklé. Chová se v pěti barevných rázech: černém, modrém, červeně a žlutě recesivním a v rázu stříbrném.
Plemeno vzniklo jako užitkový polař, dnes je to plemeno výhradně okrasné. Je však temperamentní a dobře létá, takže se uplatní ve volných chovech. Od současného elstra se liší v několika znacích: elstr nemá chocholku, má světlé obočnice, vyšší končetiny, štíhlejší trup a kulovité vole.